# Atak cybernetyczny na Estonię
Atak cybernetyczny na Estonię – zmasowany atak prowadzony przez hakerów przeciwko Estonii od 27 kwietnia 2007.
Według niektórych źródeł hakerzy powiązani byli z władzami Federacji Rosyjskiej, nie zostały jednak przedstawione żadne dowody potwierdzające tę tezę.
W wyniku ataku zostały zablokowane serwery i strony Zgromadzenia Państwowego, agend rządowych, banków i mediów.